# Mughiphantes
Mughiphantes Saaristo & Tanasevič, 1999 è un genere di ragni appartenente alla famiglia Linyphiidae.

## Distribuzione
Le sessanta specie oggi note di questo genere sono state rinvenute nella regione paleartica: la specie dall'areale più vasto è la M. cornutus, rinvenuta in diverse località dell'intera regione.

## Tassonomia
Per la determinazione delle caratteristiche della specie tipo sono tenute in considerazione le analisi sugli esemplari di Lepthyphantes mughi Fickert, 1875.
Dal 2010 non sono stati esaminati esemplari di questo genere.
A dicembre 2012, si compone di sessanta specie:
1. Mughiphantes aculifer (Tanasevič, 1988) — Russia
2. Mughiphantes afghanus (Denis, 1958) — Afghanistan
3. Mughiphantes alticola (Tanasevič, 1987) — Nepal
4. Mughiphantes anachoretus (Tanasevič, 1987) — Nepal
5. Mughiphantes ancoriformis (Tanasevič, 1987) — Nepal
6. Mughiphantes arlaudi (Denis, 1954) — Francia
7. Mughiphantes armatus (Kulczyński, 1905) — Europa centrale
8. Mughiphantes baebleri (Lessert, 1910) — Europa centrale
9. Mughiphantes beishanensis Tanasevič, 2006 — Cina
10. Mughiphantes bicornis Tanasevič & Saaristo, 2006 — Nepal
11. Mughiphantes brunneri (Thaler, 1984) — Italia
12. Mughiphantes carnicus (van Helsdingen, 1982) — Italia
13. Mughiphantes cornutus (Schenkel, 1927) — Regione paleartica
14. Mughiphantes cuspidatus Tanasevič & Saaristo, 2006 — Nepal
15. Mughiphantes edentulus Tanasevič, 2010 — Emirati Arabi Uniti
16. Mughiphantes falxus Tanasevič & Saaristo, 2006 — Nepal
17. Mughiphantes faustus (Tanasevič, 1987) — Nepal
18. Mughiphantes hadzii (Miller & Polenec, 1975) — Slovenia
19. Mughiphantes handschini (Schenkel, 1919) — Europa centrale
20. Mughiphantes hindukuschensis (Miller & Buchar, 1972) — Afghanistan
21. Mughiphantes ignavus (Simon, 1884) — Francia
22. Mughiphantes inermus Tanasevič & Saaristo, 2006 — Nepal
23. Mughiphantes jaegeri Tanasevič, 2006 — Cina
24. Mughiphantes johannislupi (Denis, 1953) — Francia
25. Mughiphantes jugorum (Denis, 1954) — Francia
26. Mughiphantes lithoclasicola (Deltshev, 1983) — Bulgaria
27. Mughiphantes logunovi Tanasevič, 2000 — Russia
28. Mughiphantes longiproper Tanasevič & Saaristo, 2006 — Nepal
29. Mughiphantes martensi Tanasevič, 2006 — Cina
30. Mughiphantes marusiki (Tanasevič, 1988) — Russia, Mongolia
31. Mughiphantes merretti (Millidge, 1975) — Italia
32. Mughiphantes mughi (Fickert, 1875)[3] — Europa, Russia
33. Mughiphantes nigromaculatus (Zhu & Wen, 1983) — Russia, Cina
34. Mughiphantes numilionis (Tanasevič, 1987) — Nepal
35. Mughiphantes occultus (Tanasevič, 1987) — Nepal
36. Mughiphantes omega (Denis, 1952) — Romania
37. Mughiphantes ovtchinnikovi (Tanasevič, 1989) — Kirghizistan
38. Mughiphantes pulcher (Kulczynski, 1881) — Europa centrale
39. Mughiphantes pulcheroides (Wunderlich, 1985) — Italia
40. Mughiphantes pyrenaeus (Denis, 1953) — Francia
41. Mughiphantes restrictus Tanasevič & Saaristo, 2006 — Nepal
42. Mughiphantes rotundatus (Tanasevič, 1987) — Nepal
43. Mughiphantes rupium (Thaler, 1984) — Germania, Austria
44. Mughiphantes setifer (Tanasevič, 1987) — Nepal
45. Mughiphantes setosus Tanasevič & Saaristo, 2006 — Nepal
46. Mughiphantes severus (Thaler, 1990) — Austria
47. Mughiphantes sherpa (Tanasevič, 1987) — Nepal
48. Mughiphantes sobrioides Tanasevič, 2000 — Russia
49. Mughiphantes sobrius (Thorell, 1871) — Norvegia, Russia
50. Mughiphantes styriacus (Thaler, 1984) — Austria
51. Mughiphantes suffusus (Strand, 1901) — Scandinavia, Russia
52. Mughiphantes taczanowskii (O. P.-Cambridge, 1873) — Russia, Mongolia
53. Mughiphantes tienschangensis (Tanasevič, 1986) — Asia centrale
54. Mughiphantes triglavensis (Miller & Polenec, 1975) — Austria, Slovenia
55. Mughiphantes variabilis (Kulczynski, 1887) — Europa centrale
56. Mughiphantes varians (Kulczynski, 1882) — Europa orientale
57. Mughiphantes vittatus (Spassky, 1941) — Asia centrale
58. Mughiphantes whymperi (F. O. P.-Cambridge, 1894) — Irlanda, Gran Bretagna, Finlandia, Russia
59. Mughiphantes yadongensis (Hu, 2001) — Cina
60. Mughiphantes yeti (Tanasevič, 1987) — Nepal

### Specie trasferite
- Mughiphantes sachalinensis (Tanasevič, 1988); trasferita al genere Sachaliphantes Saaristo & Tanasevič, 2004[1].

### Sinonimi
- Mughiphantes aurantiipes (Simon, 1929), trasferita dal genere Lepthyphantes e posta in sinonimia con Mughiphantes handschini (Schenkel, 1919) a seguito di un lavoro degli aracnologi Heimer & Nentwig del 1991[1].
- Mughiphantes auriformis (Zhu & Tu, 1986), trasferita dal genere Bolyphantes e posta in sinonimia con Mughiphantes nigromaculatus (Zhu & Wen, 1983) a seguito di un lavoro degli aracnologi Eskov & Marusik (1992b)[1].
- Mughiphantes chuktshorum (Marusik, 1991), trasferita dal genere Lepthyphantes e posta in sinonimia con Mughiphantes sobrius (Thorell, 1871) a seguito di un lavoro degli aracnologi Saaristo & Tanasevič del 1993[1].
- Mughiphantes janetscheki (Schenkel, 1939), trasferita dal genere Lepthyphantes; posta in sinonimia con Mughiphantes variabilis (Kulczyński, 1887) a seguito di uno studio di Thaler (1982a)[1].
- Mughiphantes janetscheki (Schenkel, 1950), trasferita dal genere Troglohyphantes e Lepthyphantes; posta in sinonimia con Mughiphantes baebleri (Lessert, 1910) a seguito di un lavoro di Thaler (1982a)[1].
- Mughiphantes latebricola (L. Koch, 1879), trasferita dal genere Lepthyphantes; posta in sinonimia con Mughiphantes sobrius (Thorell, 1871) a seguito di uno studio di Holm (1958b)[1].
- Mughiphantes nanus (Schenkel, 1950), trasferita dal genere Troglohyphantes e Lepthyphantes; posta in sinonimia con Mughiphantes baebleri (Lessert, 1910) a seguito di uno studio di Thaler (1982a)[1].
- Mughiphantes parvus (Tanasevič, 1990), trasferita dal genere Lepthyphantes; posta in sinonimia con Mughiphantes cornutus (Schenkel, 1927) a seguito di un lavoro degli aracnologi Esyunin & Efimik del 1999[1].
- Mughiphantes schenkeli (Vogelsanger, 1948); posta in sinonimia con Mughiphantes cornutus (Schenkel, 1927) a seguito di uno studio di Thaler (1973b)[1].
- Mughiphantes sennae (Caporiacco, 1922), trasferita dal genere Lepthyphantes; posta in sinonimia con Mughiphantes variabilis (Kulczynski, 1887) a seguito di un lavoro di Thaler (1984c)[1].
- Mughiphantes steinboecki (Schenkel, 1934), trasferita dal genere Lepthyphantes; posta in sinonimia con Mughiphantes baebleri (Lessert, 1910) a seguito di uno studio di Thaler (1982a)[1].
- Mughiphantes torvus (Kulczynski, 1926), trasferita dal genere Lepthyphantes; posta in sinonimia con Mughiphantes taczanowskii (O. P.-Cambridge, 1873) a seguito di un lavoro di Holm del 1973[1].
- Mughiphantes trilobatus (Palmgren, 1965); posta in sinonimia con Mughiphantes cornutus (Schenkel, 1927) a seguito di uno studio di Thaler, 1973b[1].
- Mughiphantes trucidans (L. Koch, 1879), trasferita dal genere Lepthyphantes; posta in sinonimia con Mughiphantes taczanowskii (O. P.-Cambridge, 1873) a seguito di un lavoro degli aracnologi van Helsdingen, Thaler & Deltshev del 1977[1].